# (34204) Quryshi
2000 QR55 (asteroide 34204) é um asteroide da cintura principal. Possui uma excentricidade de 0.09643160 e uma inclinação de 6.92958º.
Este asteroide foi descoberto no dia 25 de agosto de 2000 por LINEAR em Socorro.